# Davor Dujmović
Davor Dujmović (en cirílico: Давор Дујмовић; 20 de septiembre de 1969, Sarajevo – † 31 de mayo de 1999; Novo Mesto, Eslovenia) fue un actor de cine serbobosnio. En su carrera cinematográfica fue conocido por sus papeles en varias de las más elogiadas películas de Emir Kusturica como Perhan en el papel protagonista de El tiempo de los gitanos, Mirza en Papá está en viaje de negocios y Bata en Underground.
Dujmović se suicidó en 1999 tras una larga depresión y adicción a las drogas que puso fin al ahorcarse en su domicilio en la localidad eslovena de Novo Mesto.

## Filmografía
- Papá está en viaje de negocios (1985) como hermano Mirza
- Strategija švrake (1987)
- El tiempo de los gitanos (1988) como Perhan
- Istočno od istoka (1990)
- Adam ledolomak (1990)
- Belle epoque - Posljednji valcer u Sarajevu (1990) como Gavrilo Princip
- Top lista nadrealista (serie de televisión, 1990–91) como varios personajes
- Praznik u Sarajevu (1991)
- Sarajevske priče (serie de televisión, 1991) como Boban Kokot
- Prokleta je Amerika (1992)
- Aleksa Šantić (serie de televisión, 1992)
- Složna braća (serie de televisión, 1995) como Mustafa "Mute" Halimić
- Underground (1996) como Bata